# Ryan Blaney
Ryan Michael Blaney, född 31 december 1993 i Hartford Township i Trumbull County i Ohio, är en amerikansk professionell stockcarförare. Han är tredje generationen racerförare, son till Dave Blaney och sonson till Lou Blaney. Ryan Blaney vann Nascar Cup Series 2023.
Ryan Blaney kör sedan 2018 bil #12, en Ford Mustang för Team Penske på heltid i Nascar Cup Series samt bil #22, en Ford Mustang för Penske på deltid i Xfinity Series. 
Efter att ha kört vissa lopp på lägre nivå i lokala serier så som Arca Racing Series och K&N Pro Series tog Blaney 2012 steget upp till nationell nivå då han började köra på deltid i Nascar Xfinity Series för Tommy Baldwin Racing och Penske Racing, nuvarande Team Penske. På hösten samma år körde han även vissa utvalda lopp i Nascar Camping World Truck Series för Brad Keselowski Racing. Han kom att köra för Keselowski fram till 2015. Han placerade sig inom topp-tio 40 gånger på 58 starter under åren i truck-serien, varav 4 segrar. Blaney debuterade i cup-sammanhang 2014 när han parallellt med styrningen i Xfinity Series för Penske även hade kontrakt på att få köra cup-loppen på Kansas Speedway 10 maj och på Talladega 19 oktober. Året efter körde han bil #21 för Penskes dåvarande satellitstall Wood Brothers Racing, med vilka han tog sin första cup-seger då han vann loppet Axalta presents the Pocono 400 11 juni 2017 på Pocono Raceway. År 2018 gick Team Penske från att vara ett två-bilsstall till att vara ett tre-bilsstall och skrev i samband med det ett flerårigt kontrakt med Blaney. Första segern med Penske kom på Charlotte Motor Speedway 30 september samma år.

## Utmärkelser
- 2013 - Nascar Camping World Truck Series Rookie of the Year
- 2014 - Nascar Camping World Truck Series Driver of the Year